# 東光院 (千葉市)

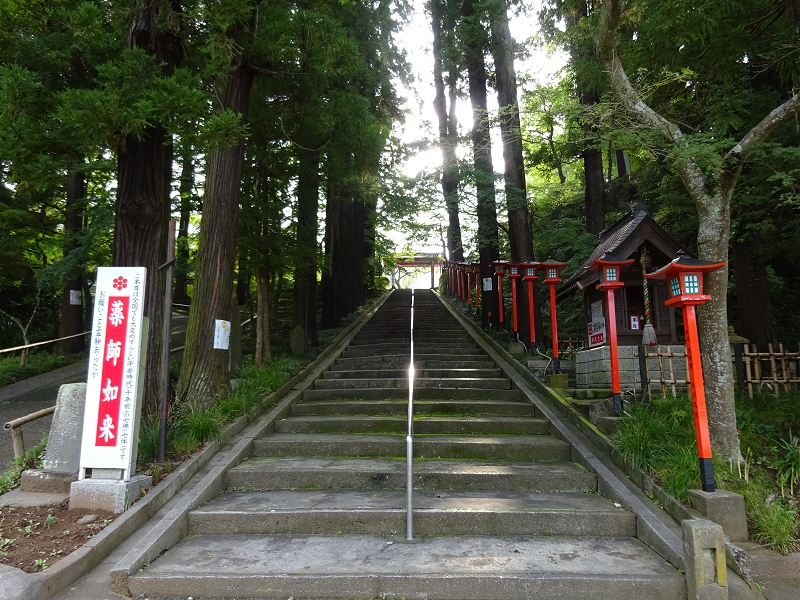
東光院参道

東光院（とうこういん）は、千葉市緑区平山町にある真言宗豊山派の寺院。山号は鈴得山。寺号は大金剛寺。本尊は七佛薬師如来。

## 由緒
この寺の創建年代等については不詳であるが、寺伝によると古くは広徳寺といい、平将門の叔父、千葉氏の祖である平良文の孫、平忠常（975-1031年）が人々の病気平癒を願って建立したと伝えられている。また、平常将が創建したという平山寺がこの寺の前身であったとする説もある。
正親町天皇の皇子、誠仁親王（陽光太上天皇）の第一皇子、後陽成天皇が病気の際、当山の祈願によって平癒したといわれ、その時弘法大師（空海）が唐より持ち帰ったという「五部の鈴」を賜って1576年（天正4年）鈴得山東照院大金剛寺と号した。その後、1702年（元禄15年）幕府の命により東照大権現と重なる東照院から東光院と改められた。
東光院の前身と言われる寺院跡からは布目瓦が出土している。布目瓦は平安期頃まで多く作られ、以降は少なくなったとされる。

## 文化財
- 県指定有形文化財
  - 木造伝七仏薬師如来坐像
- 市指定有形文化財
  - 善光寺式観世音立像
  - 木造天部形立像
  - 銅板押出阿弥陀三尊像

## 所在地
- 千葉県千葉市緑区平山町278